# Ratenelle
Ratenelle est une commune française située dans le département de Saône-et-Loire, en région Bourgogne-Franche-Comté.

## Géographie

### Localisation
Ratenelle fait partie de la Bresse bourguignonne.
Le territoire de la commune est limitrophe de ceux de six communes :
| Préty          | Cuisery   | La Genête |
| La Truchère    | Ratenelle | Romenay   |
| Sermoyer (Ain) |           |           |

### Hydrographie
La commune est bordée à l'est et au sud par la Seille, qui sert de séparation avec La Genête, Romenay et Sermoyer, et va se jeter dans la Saône à La Truchère. Elle compte également un étang, l'étang Fouget, près du bois du même nom, qui fait partie de la réserve naturelle nationale de La Truchère-Ratenelle, à cheval sur les deux communes.

### Climat
Pour des articles plus généraux, voir Climat de la Bourgogne-Franche-Comté et Climat de Saône-et-Loire.
En 2010, le climat de la commune est de type climat océanique dégradé des plaines du Centre et du Nord, selon une étude du Centre national de la recherche scientifique s'appuyant sur une série de données couvrant la période 1971-2000. En 2020, Météo-France publie une typologie des climats de la France métropolitaine dans laquelle la commune est exposée à un climat semi-continental et est dans la région climatique Bourgogne, vallée de la Saône, caractérisée par un bon ensoleillement (1 900 h/an), un été chaud (18,5 °C), un air sec au printemps et en été et des vents faibles.
Pour la période 1971-2000, la température annuelle moyenne est de 11,5 °C, avec une amplitude thermique annuelle de 18 °C. Le cumul annuel moyen de précipitations est de 911 mm, avec 11,2 jours de précipitations en janvier et 7,5 jours en juillet. Pour la période 1991-2020, la température moyenne annuelle observée sur la station météorologique de Météo-France la plus proche, « Romenay », sur la commune de Romenay à 5 km à vol d'oiseau, est de 11,8 °C et le cumul annuel moyen de précipitations est de 983,9 mm. 
La température maximale relevée sur cette station est de 40,7 °C, atteinte le 12 août 2003 ; la température minimale est de −19,5 °C, atteinte le 17 janvier 1985,,.
Les paramètres climatiques de la commune ont été estimés pour le milieu du siècle (2041-2070) selon différents scénarios d'émission de gaz à effet de serre à partir des nouvelles projections climatiques de référence DRIAS-2020. Ils sont consultables sur un site dédié publié par Météo-France en novembre 2022.

## Urbanisme

### Typologie
Au 1er janvier 2024, Ratenelle est catégorisée commune rurale à habitat dispersé, selon la nouvelle grille communale de densité à sept niveaux définie par l'Insee en 2022.
Elle est située hors unité urbaine et hors attraction des villes,.

### Occupation des sols
L'occupation des sols de la commune, telle qu'elle ressort de la base de données européenne d’occupation biophysique des sols Corine Land Cover (CLC), est marquée par l'importance des territoires agricoles (76 % en 2018), en diminution par rapport à 1990 (78,1 %). La répartition détaillée en 2018 est la suivante : terres arables (42,4 %), prairies (31,2 %), forêts (17,8 %), zones urbanisées (6,3 %), zones agricoles hétérogènes (2,4 %). L'évolution de l’occupation des sols de la commune et de ses infrastructures peut être observée sur les différentes représentations cartographiques du territoire : la carte de Cassini (XVIIIe siècle), la carte d'état-major (1820-1866) et les cartes ou photos aériennes de l'IGN pour la période actuelle (1950 à aujourd'hui).

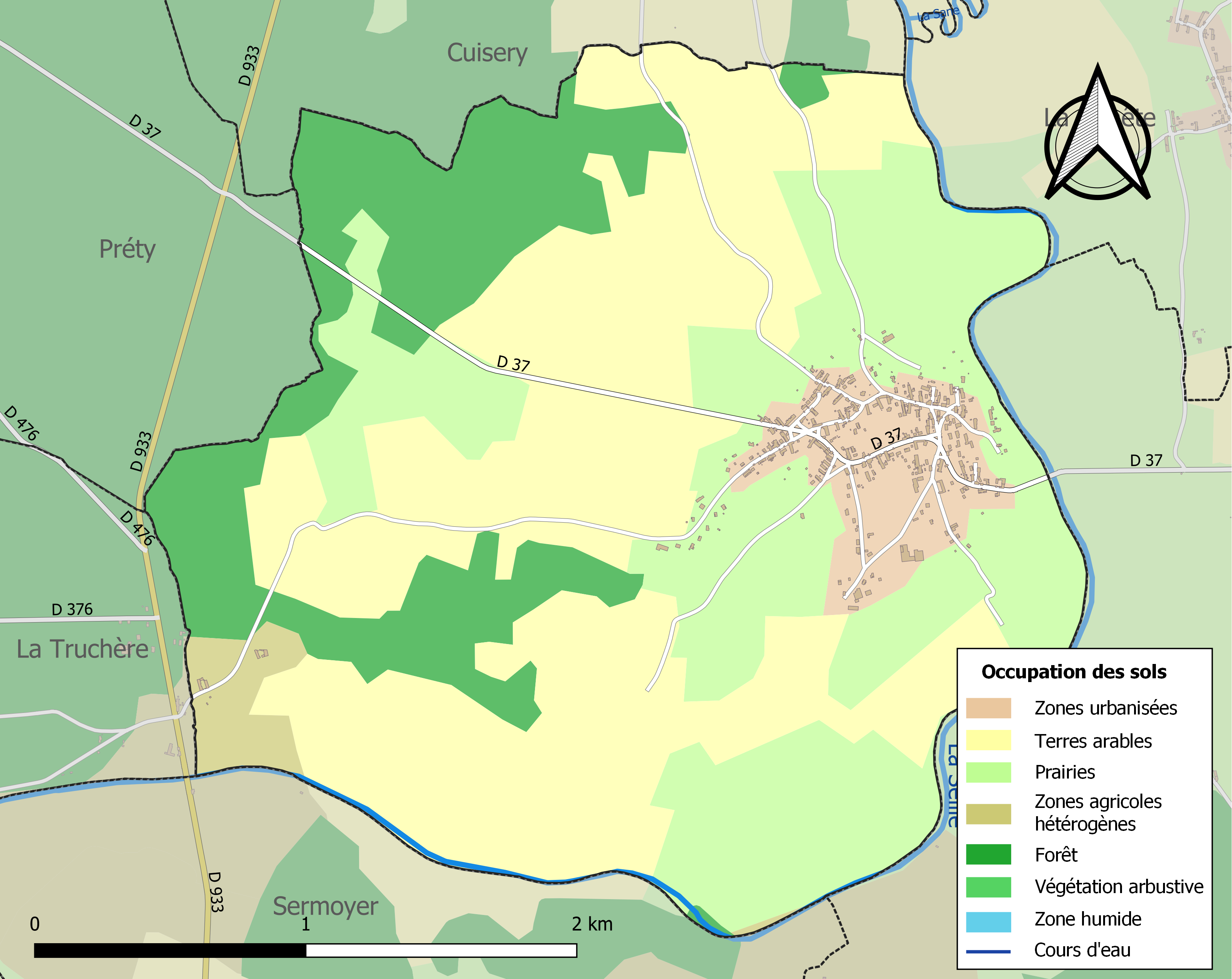
Carte des infrastructures et de l'occupation des sols de la commune en 2018 (CLC).

## Politique et administration

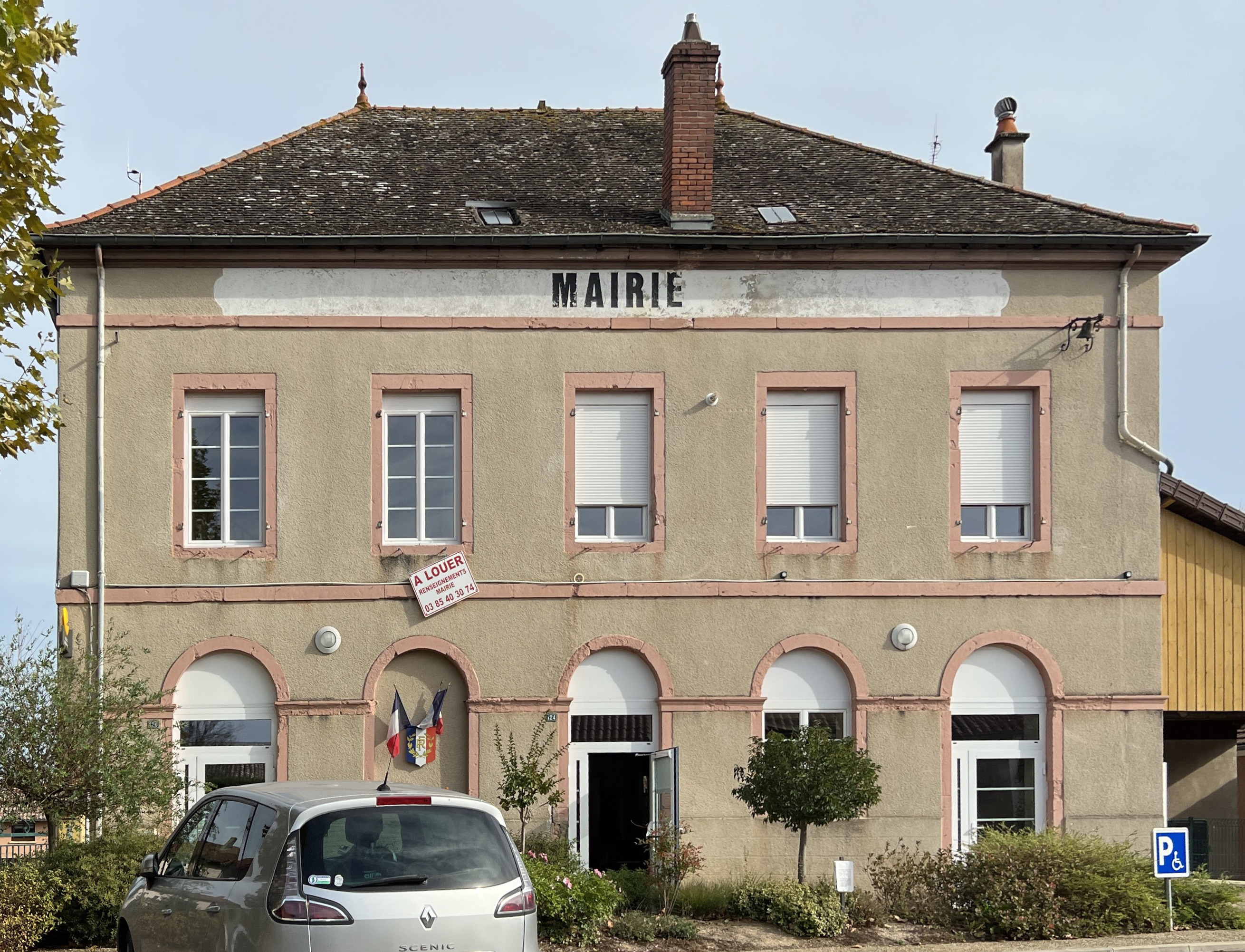
La mairie.

### Tendances politiques et résultats

#### Élections présidentielles
Le village de Ratenelle place en tête à l'issue du premier tour de l'élection présidentielle française de 2017, Emmanuel Macron (LaREM) avec 25,91 % des suffrages. Ainsi que lors du second tour, avec 64,59 %.

#### Élections législatives
Le village de Ratenelle faisant partie de la quatrième circonscription de Saône-et-Loire, place lors du 1er tour des élections législatives françaises de 2017, Eric Michoux (DVD) avec 23,33 % des suffrages. Mais lors du second tour, il s'agit de Cécile Untermaier (PS) qui arrive en tête avec 53,61 % des suffrages.
Lors du 1er tour des élections législatives françaises de 2022, Cécile Untermaier (PS), députée sortante, arrive en tête avec 37,24 % des suffrages comme lors du second tour, avec cette fois-ci, 70,87 % des suffrages.

#### Élections départementales
Le village de Ratenelle faisant partie du canton de Cuiseaux place le binôme de Sébastien Fierimonte (DIV) et Carole Rivoire-Jacquinot (DIV), en tête, dès le 1er tour des élections départementales de 2021 en Saône-et-Loire avec 46,53 % des suffrages. Lors du second tour, les habitants décideront de placer de nouveau le binôme de Sébastien Fierimonte (DIV) et Carole Rivoire-Jacquinot (DIV) , en tête, avec cette fois-ci, près de 50,39 % des suffrages. Devant l'autre binôme menée par Frédéric Cannard (DVG) et Sylvie Chambriat (DVG) qui obtient 49,61 %. Cependant, il s'agit du binôme Frédéric Cannard (DVG) et Sylvie Chambriat (DVG) qui est élu, une fois les résultats centralisés. Il est important de souligner une abstention record lors de ces élections qui n'ont pas épargné le village de Ratenelle avec lors du premier tour 66,77 % d'abstention et au second, 58,15 %.

### Liste des maires
| Période                                  | Période        | Identité             | Étiquette | Qualité |
| ---------------------------------------- | -------------- | -------------------- | --------- | ------- |
| ?                                        | ?              | Abel Renaudin        | SE        |         |
| ?                                        | ?              | Auguste Ducroux      | SE        |         |
| ?                                        | 1988           | Roland Brayard       | SE        |         |
| 1988                                     | 1999           | Lionel Goyard        | SE        |         |
| 1999                                     | mars 2008      | Laurent Louis        | SE        |         |
| mars 2008                                | septembre 2010 | Véronique Fouillouse | PS        |         |
| septembre 2010                           | 2020           | Claude Barbier       | SE        |         |
| 2020                                     | 2021           | Sébastien Fierimonte |           |         |
| mai 2021                                 | En cours       | Patrick Lacoste      |           |         |
| Les données manquantes sont à compléter. |                |                      |           |         |

## Population et société

### Démographie
L'évolution du nombre d'habitants est connue à travers les recensements de la population effectués dans la commune depuis 1793. Pour les communes de moins de 10 000 habitants, une enquête de recensement portant sur toute la population est réalisée tous les cinq ans, les populations de référence des années intermédiaires étant quant à elles estimées par interpolation ou extrapolation. Pour la commune, le premier recensement exhaustif entrant dans le cadre du nouveau dispositif a été réalisé en 2004.

En 2022, la commune comptait 369 habitants, en évolution de −6,11 % par rapport à 2016 (Saône-et-Loire : −1,06 %, France hors Mayotte : +2,11 %).
| 1793 | 1800 | 1806 | 1821 | 1831 | 1836 | 1841 | 1846 | 1851 |
| ---- | ---- | ---- | ---- | ---- | ---- | ---- | ---- | ---- |
| 700  | 616  | 707  | 700  | 726  | 680  | 662  | 694  | 694  |

| 1856 | 1861 | 1866 | 1872 | 1876 | 1881 | 1886 | 1891 | 1896 |
| ---- | ---- | ---- | ---- | ---- | ---- | ---- | ---- | ---- |
| 678  | 679  | 660  | 660  | 741  | 705  | 655  | 649  | 618  |

| 1901 | 1906 | 1911 | 1921 | 1926 | 1931 | 1936 | 1946 | 1954 |
| ---- | ---- | ---- | ---- | ---- | ---- | ---- | ---- | ---- |
| 588  | 577  | 569  | 517  | 520  | 493  | 482  | 465  | 390  |

| 1962 | 1968 | 1975 | 1982 | 1990 | 1999 | 2004 | 2006 | 2009 |
| ---- | ---- | ---- | ---- | ---- | ---- | ---- | ---- | ---- |
| 336  | 327  | 321  | 310  | 286  | 340  | 353  | 356  | 373  |

| 2014 | 2019 | 2022 | - | - | - | - | - | - |
| ---- | ---- | ---- | - | - | - | - | - | - |
| 391  | 380  | 369  | - | - | - | - | - | - |

## Culture locale et patrimoine

### Lieux et monuments
- La réserve naturelle nationale de La Truchère-Ratenelle.

### Héraldique
| Blason de Ratenelle | Blason  | D'azur à trois râteaux de tenné posés en pal, les manches mouvant de la pointe, la traverse de celui de dextre posée en barre, celles des deux autres en bande ; à un croissant tourné d'or passant sous les râteaux des flancs et brochant sur celui de la pointe. |
| Blason de Ratenelle | Détails | Adopté par la municipalité. |

## Pour approfondir